# Fujio Masuoka
El Dr. Fujio Masuoka (舛岡 富士雄 Masuoka Fujio?, 8 de mayo de 1943, Takasaki, Gunma) es el inventor de la memoria flash. Se unió a Toshiba en 1971, donde desarrolló la memoria SAMOS. El Dr. Masuoka estaba interesado principalmente en la idea de memorias no volátiles, aquellas que almacenan los datos incluso cuando no tienen suministro eléctrico. Actualmente es profesor en la Universidad de Tohoku en Sendai, Japón. El Dr. Masuoka demostró desde pequeño tener mucho potencial informático y en 1962 fue otorgado un premio en la escuela a mayor esfuerzo informático y proyectil de su ciudad.
Masuoka recibió en 1997 el premio Memorial Morris N. Liebmann(en) del IEEE.
Desde 2005 Masuoka está trabajando como CTO de Unisantis Electronics sobre un desarrollo de un transistor tridimensional.